# Wilhelm Friedrich Philipp Pfeffer
Wilhelm Friedrich Philipp Pfeffer (Grebenstein, 9 marzo 1845 – Lipsia, 31 gennaio 1920) è stato un botanico tedesco.
Fu anche un apprezzato fisiologo vegetale.

## Carriera accademica
Studiò botanica, fisica e farmacologia presso l'Università di Gottinga ed ebbe come insegnanti Friedrich Wöhler (1800-1882), William Eduard Weber (1804-1891) e Wilhelm Rudolph Fittig (1835-1910). Continuò la sua formazione presso le Università di Marburgo e Berlino. A Berlino fu allievo di Alexander Braun (1805-1877) e divenne assistente di Nathanael Pringsheim (1823-1894). In seguito lavorò come assistente di Julius von Sachs (1832-1897) a Würzburg e, nel 1873 fu nominato professore di farmacologia e botanica all'Università di Bonn. Insegnò anche presso le università di Basilea (dal 1877), Tubinga (dal 1878), presso la quale fu direttore del Botanischer Garten der Universität Tübingen, e Lipsia (dal 1887), presso la quale fu nominato direttore del Giardino Botanico.
Fu eletto membro dell'Accademia Reale Svedese delle Scienze nel 1897.

## Lavoro scientifico
Pfeffer è stato un pioniere della moderna fisiologia vegetale. I suoi interessi scientifici includevano i movimenti termonastici e fotonastici dei fiori, i movimenti nyctinastici delle foglie, la fisica del protoplasto e la fotosintesi. Nel 1877, mentre svolgeva delle ricerche sul metabolismo vegetale, Pfeffer sviluppò una membrana semi-porosa per lo studio del fenomeno dell'osmosi. La cosiddetta "cella di Pfeffer" è il dispositivo osmometrico che lo studioso costruì per determinare la pressione osmotica di una soluzione.
Durante la sua permanenza a Lipsia Pfeffer pubblicò un articolo sull'uso della fotografia come strumento per lo studio della crescita delle piante. Egli voleva estendere gli esperimenti di cronofotografia compiuti da Étienne-Jules Marey (1830-1904) per produrre un breve filmato che illustrava le fasi di crescita delle piante. Questo "film" doveva essere girato per un tempo di alcune settimane con una serie di fotogrammi a tempo scattati ad intervalli regolari. In seguito la fotografia time-lapse sarebbe diventata una procedura molto comune.

## Lavori bibliografici
- Physiologische Untersuchungen - 1873
- Lehrbuch der Pflanzenphysiologie
- Die periodischen Bewegungen der Blattorgane - 1875
- Beiträge zur Kenntniss der Oxydationsvorgänge in lebenden Zellen - 1889
- Über Aufnahme und Ausgabe ungelöster Körper - 1890
- Studien zur Energetik der Pflanze - 1892
- Druck- und Arbeitsleistung durch wachsende Pflanzen - 1893
- Untersuchungen über die Entstehung der Schlafbewegungen der Blattorgane - 1907
- Der Einfluss von mechanischer Hemmung und von Belastung auf die Schlafbewegung - 1911
- Beiträge zur Kenntniss der Entstehung der Schlafbewegungen- 1915
- Osmotische Untersuchungen, unveränd. Aufl. - 1921